# Nawada

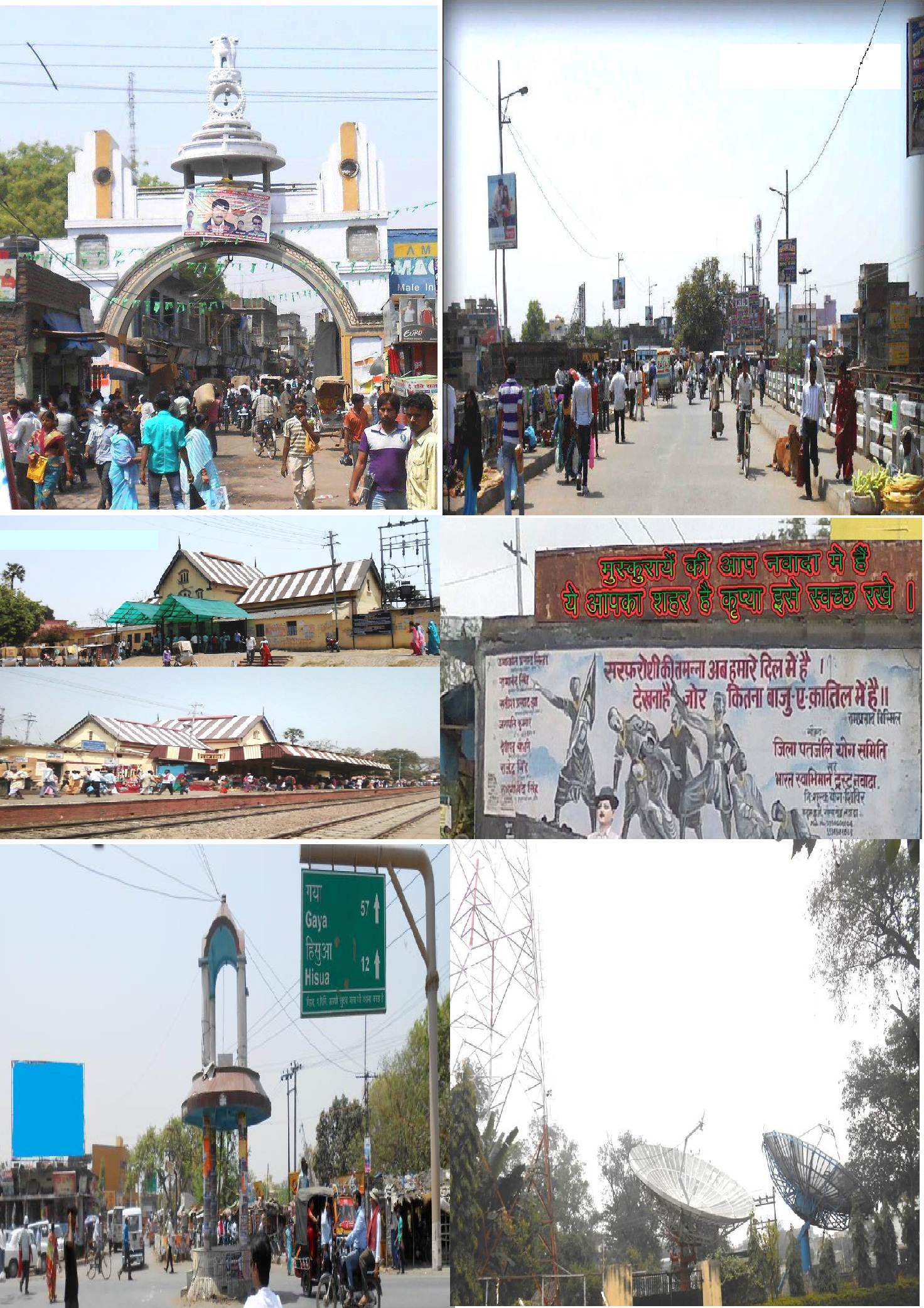
Nawada (Fotocollage 2013)

Nawada ist eine Stadt im indischen Bundesstaat Bihar.
Die Stadt ist Verwaltungssitz des gleichnamigen Distrikts. Nawada liegt 107 km südöstlich von Patna. Nawada hat den Status eines City Council (Nagar parishad). Die Stadt ist in 33 Wards gegliedert. Beim Zensus 2011 betrug die Einwohnerzahl 98.029. Die Stadt ist Teil der historischen Region Magadha.